# Луций Требеллий Фидес
Лу́ций Требе́ллий Фи́дес (лат. Lucius Trebellius Fides; умер после 43 года до н. э.) — римский политический деятель из плебейского рода Требеллиев, народный трибун 47 года до н. э. Союзник триумвира Марка Антония.

## Биография
Луций происходил из неименитого плебейского рода, представители которого являлись уроженцами, преимущественно, северной части Италии — Лациума и Кампаньи. Предки Требелия принадлежали к всадническому сословию. Согласно версии Т. Уайзмена, Фидес несомненно приходился сыном плебейскому трибуну 67 года до н. э., носившему такое же имя, и, возможно, был закреплён за Теретинской трибой.
В 47 году до н. э., будучи плебейским трибуном, Требеллий вооружённой силой и встречными законопроектами противодействовал предложениям Публия Корнелия Долабеллы об облегчении уплаты долгов. Несмотря на то, что Долабелла нашёл защитника в лице Юлия Цезаря, Луций стараниями оптиматов был проведён в эдилы. Позднее он из ярого противника novae tabulae («отмены всех долгов») обратился в их сторонника и, по свидетельству Цицерона, в 44 году до н. э. из-за стеснённых денежных обстоятельств перешёл в лагерь действующего консула Марка Антония, с которым в мае 43 года до н. э. предпринял поход в Цизальпийскую Галлию.